# Møldrup
Møldrup é um município da Dinamarca, localizado na região noroeste, no condado de Viborg.
O município tem uma área de 211,99 km² e uma população de 7 718 habitantes, segundo o censo de 2004.